# Ločica (Iška)
Ločica je desni pritok reke Iške, ki se na Ljubljanskem barju izliva v Ljubljanico.